# 同性愛と宗教
宗教と同性愛（しゅうきょうとどうせいあい）の関係は、異なる形態の同性愛と両性愛に関して、異なる宗教や教派内および異なる宗教や教派間で、時代や場所によって大きく異なる。現在の世界の主要な宗教の教義とその宗派は、これらの性的指向に対する態度が異なる。反ゲイの宗教的信念やコミュニティへの固着は、性的少数者の精神的苦痛や自殺の蔓延と相関しており、転向療法を求める主な動機となっている。

## 概要
これらの方向性を一般的に拒否する宗教宗派の中には、同性愛行為を静かに阻止するものから、信者の間で同性愛行為を明確に禁止するもの、同性愛の社会的受容に積極的に反対するもの、死刑に至るまでの刑事制裁を支持するものまで、さまざまな種類の反対派が存在する。さらには超法規的殺人を容認することまで。 宗教原理主義は反同性愛的偏見と相関関係があることがよくある。心理学的研究は、宗教性を同性愛嫌悪的な態度や物理的な反同性愛者への敵意と結び付けており、ゲイの養子縁組に対する宗教的反対は、高い向社会的傾向によるものではなく、弱者のために集団主義的価値観（忠誠心、権威、純粋さ）と実存問題における柔軟性の低さによるものだと追跡している。同性愛に対する態度は、個人の宗教的信念だけでなく、その信念と国内の主要な宗教的背景との相互作用によって決定されることが判明している。それは、宗教的でない人々や地元の支配的な宗教的背景を共有していない人であっても同様である。罪深いのは同性愛そのものではなく、同性愛行為であると主張する人は多い。この目的のために、性的指向に応じて個人にラベルを付けることを推奨しない人もいる。いくつかの団体は、転向療法が同性への魅力を減少させるのに役立つ可能性があると主張している。
多くの宗教の信者の中には同性愛や両性愛を肯定的に捉えている人もおり、一部の宗派は日常的に同性結婚を祝福し、LGBTの権利を支持しており、先進国の多くがLGBTの権利を支援する法律を制定する中でその傾向は高まっている。
歴史的には、一部の文化や宗教は同性間の愛やセクシュアリティを受け入れ、制度化し、あるいは崇拝していた。そのような神話や伝統は世界中で見られる。ヒンドゥー教は同性愛を排他的に非難しているわけではないが、性行為全般（特に僧侶や司祭の上流階級に対して）に対して否定的な見方をしていることが多く、ヒンズー教の文学や芸術作品には同性愛に関する数多くの描写が見られる。シク教の結婚式は性別を区別しないため、シク教内では同性結婚も可能である。
同性愛に対する自分の立場に関係なく、多くの信仰を持つ人々は、この問題に関する指針として聖典と伝統の両方に注目している。しかし、さまざまな伝統や経典の権威、そして翻訳や解釈の正しさについては、絶えず論争が続いている。

## 各宗教の主な見解・立場

### 仏教
仏教の倫理の最も一般的な定式化は五戒と八正道であり、人は官能的な快楽に執着したり渇望したりしてはならないとしている。五戒の第三は「性的不品行を慎むこと」であるが、「性的不品行」は広範な用語であり、信者の社会規範との相対的な解釈に左右される。同性間の関係が一般人にとって適切かどうかの判断は、多くの仏教徒にとって宗教的な問題とは考えられていない。

## 参照

### ソース
- John Boswell, Christianity, Social Tolerance, and Homosexuality: Gay People in Western Europe from the Beginning of the Christian Era to the Fourteenth Century, University Of Chicago Press, 1st ed. 1980 ISBN 0-226-06710-6, paperback November 2005 ISBN 0-226-06711-4
- en:Claussen, D. S. 2002. Sex, Religion, Media. Rowman & Littlefield.ISBN 0-7425-1558-3
- Etengoff, C. & Daiute, C., (2015). Clinicians’ perspectives of religious families’ and gay men’s negotiation of sexual orientation disclosure and prejudice, Journal of Homosexuality, 62(3), 394-426.
- Etengoff, C. & Daiute, C. (2014). Family Members’ Uses of Religion in Post–Coming-Out Conflicts With Their Gay Relative. Psychology of Religion and Spirituality. 6(1), 33-43. doi:10.1037/a0035198
- Hurteau, P. (2013). Male Homosexualities and World Religions, Palgrave. ISBN 978-1349475117.
- Johnson, P. and Vanderbeck, R.M. (2014) Law, Religion and Homosexuality, Abingdon: Routledge.
- en:Mathew Kuefler (editor), The Boswell Thesis : Essays on Christianity, Social Tolerance, and Homosexuality, University Of Chicago Press, November 2005 ISBN 0-226-45741-9
- Macnutt, Francis (2006) "Can Homosexuality Be Healed?" publisher 'Chosen Books', ISBN 0-8007-9409-5
- Stephen O. Murray and Will Roscoe (eds.), "Islamic Homosexualities: culture, history, and literature" NYU Press New York 1997
- Reeves, Gene (2008). The Lotus Sutra: A Contemporary Translation of a Buddhist Classic. Wisdom Publications. pp. 296–297. ISBN 978-0-86171-571-8
- en:Arlene Swidler: Homosexuality and World Religions. Valley Forge 1993. ISBN 1-56338-051-X
- Vanita, Ruth; Kidwai, Saleem (2001). Same-sex love in India: readings from literature and history. Palgrave Macmillan. ISBN 978-0-312-29324-6
- Wafer, Jim (1991) "The Taste of Blood: Spirit Possession in Brazilian Candomblé" UPP Philadelphia
- Wafer, Jim (1997) "Muhammad and Male Homosexuality" in "Islamic Homosexualities: culture, history, and literature" by Stephen O. Murray and Will Roscoe (eds.), NYU Press New York
- Wafer, Jim (1997) "The Symbolism of Male Love in Islamic Mysthical Literature" in "Islamic Homosexualities: culture, history, and literature" by Stephen O. Murray and Will Roscoe (eds.), NYU Press New York 1997